# Chondrillida
Ordre
Synonymes
- Halisarcida  Topsent, 1901

Chondrillida est un ordre de spongiaires de la classe des Demospongiae.

## Liste des familles
Selon World Register of Marine Species (9 juillet 2021) :
- famille Chondrillidae Gray, 1872
- famille Halisarcidae Schmidt, 1862

## Publication originale
- (en) N. E. Redmond, C. C. Morrow, R. W. Thacker, M. C. Díaz, N. Boury-Esnault, P. Cárdenas, E. Hajdu, G. Lôbo-Hajdu, B. E. Picton, S. A. Pomponi, E. Kayal et A. G. Collins, « Phylogeny and Systematics of Demospongiae in Light of New Small-Subunit Ribosomal DNA (18S) Sequences », Integrative and Comparative Biology, OUP, vol. 53, no 3,‎ 22 juin 2013, p. 388-415 (ISSN 1540-7063 et 1557-7023, PMID 23793549, DOI 10.1093/ICB/ICT078, lire en ligne).